# Christof Neuner
Christof Neuner (* 15. Jänner 1953 in Klagenfurt am Wörthersee, Kärnten) ist ein österreichischer Politiker (FPÖ).

## Leben
Nach Besuch der Volksschule und des Gymnasiums, an dem Christof Neuner im Jahr 1971 maturierte, schrieb er sich an der Universität Innsbruck in Tirol ein. Hier studierte er Sozial- und Wirtschaftswissenschaften und legte 1979 seine Promotion ab.
Als Kaufmann arbeitete Neuner ab 1980 im Betrieb seiner Eltern, der Christof Neuner GesmbH & Co. KG, mit. Diese hatte sich auf den Handel mit Schuhen, Trachten und Lederwaren spezialisiert.
1987 wurde Neuner zum Obmann der Klagenfurter City Kaufmannschaft, der Vereinigung der Geschäftstreibenden der Kärntner Landeshauptstadt gewählt. In dieser Funktion war Neuner bis 1997 tätig.
Im April 1999 wurde er in Wien als Mitglied des Bundesrats vereidigt. Als freiheitlicher Bundesrat vertrat er bis Juni 2001 die Interessen seines Heimatbundeslandes.